# Хряков Олександр Віталійович
Хря́ков Олекса́ндр Віта́лійович (6 листопада 1958, Сталіно, СРСР) — проросійський політичний і громадський діяч, український колабораціоніст з Росією. Голова ГО «Комітет виборців Донбасу», екс-голова Донецького обласного союзу підприємців малого і середнього бізнесу та ремісників, екс-уповноважений з питань захисту прав підприємців Державного комітету України з питань регуляторної політики і підприємництва в Донецьку та Донецькій області. Заслужений працівник промисловості України. Міністр інформації та масових комунікацій самопроголошеної Донецької народної республіки (з 16 травня 2014).

## Життєпис
Народився 6 листопада 1958 року в Донецьку в родині військовослужбовця.
Навчався у школі № 78 м. Донецька.
Тривалий час працював на шахті.

### Суспільна та політична діяльність
З початку 2000-х років уповноважений з питань захисту прав підприємців Державного комітету України з питань регуляторної політики та підприємництва в Донецьку та Донецькій області.
З 2004 року Голова Донецької обласної Спілки підприємців малого та середнього бізнесу і ремісників. Того ж року організував і очолив Громадський рух "За Україну без Ющенка".
З 2005 р. Голова молодіжної організації "Союз молоді Донбасу". Був членом Християнсько-народного союзу (ХНС). Керівник громадської організації "Комітет виборців Донбасу".
З лютого 2014 року стає активним учасником Антимайдану, а потім Російської весни.
З утворенням Тимчасового уряду ДНР стає його співголовою і очолює прес-службу ДНР.
З 16 травня до 7 червня 2014 р. обіймає посаду міністра інформації та масових комунікацій. Потім був відкликаний з уряду на роботу до Верховної Ради ДНР. 2 листопада переобраний депутатом Народної ради 2 скликання. Голова Комітету із зовнішньої політики і міжнародних зв'язків парламенту ДНР.

## Кримінальна справа
25 серпня 2005 року під час проведення акції "Україна без Ющенка" в центрі Донецька, учасники перекрили рух транспорту. Для розблокування проїжджої частини прибули співробітники міліції. У ході конфлікту Хряков А. В. заподіяв тілесні ушкодження двом співробітникам міліції. За цим фактом було порушено кримінальну справу за статтею 354 ч. 2. "Погроза або насильство щодо працівника правоохоронного органу".

## Санкції
Через підтримку російської агресії та порушення територіальної цілісності України під час російсько-української війни перебуває під персональними міжнародними санкціями різних країн.
З 12 березня 2022 року перебуває під санкціями всіх країн Європейського союзу.
З 16 вересня 2022 року перебуває під санкціями Великої Британії. 
З 19 грудня 2014 року перебуває під санкціями Сполучених Штатів Америки.
З 24 липня 2014 року перебуває під санкціями Канади.
З 16 березня 2022 року перебуває під санкціями Швейцарії.
З 1 жовтня 2020 року перебуває під санкціями Австралії.
З 5 серпня 2014 року перебуває під санкціями Японії.
Указом президента України Володимира Зеленського від 24 червня 2021 року перебуває під санкціями України.
З 3 травня 2022 року перебуває під санкціями Нової Зеландії.